# 飯島三智
飯島 三智（いいじま みち、1958年2月20日 - ）は、日本の芸能マネージャー、実業家。山梨県塩山市（現・山梨県甲州市塩山）出身。株式会社ジャニーズ事務所に所属していた男性アイドルグループ・SMAPの元チーフマネージャーで、同グループの元メンバーのうちの3人が所属している株式会社CULENの代表取締役。

## 略歴

### ジャニーズ事務所
ジャニーズ事務所黎明期から事務所と関係の深い酒井政利の推薦により、同事務所に入社。
SMAPがデビューした当時は事務職として勤務していた。のちにマネージャーに転属。最初は売れずに苦労したが、バラエティ番組など新たな活躍の場を開拓し、彼らの成長に精魂をこめた。その後20年以上に渡り彼らを担当し、SMAPを国民的アイドルに育て上げた。
2011年からはNEWS脱退後の山下智久、Kis-My-Ft2のマネジメントも担当することとなった。飯島は最終的にSMAP・山下智久・Kis-My-Ft2・Sexy Zone・A.B.C.-Zのマネジメントを担当することとなり、いわゆる「飯島派」と呼ばれた。マネジメント担当のタレント以外にもジャニー喜多川社長がプロデュースを担当していたタレントのテレビ出演のブッキングも任されていた。
2011年には、中華人民共和国の温家宝国務院総理の要請で実現したSMAP北京公演のために訪中したSMAPに同行し、人民大会堂で外交部長・国務委員などを歴任した唐家璇と会見した際にはメリー喜多川とともに立ち会った。
2015年1月13日、ジャニーズ事務所本社で週刊文春の取材を受けていたメリー副社長（当時）から飯島は急に呼び出され、「SMAPは踊れない」「ジュリー（メリーの娘、藤島ジュリー景子）と飯島が問題になっているなら私はジュリーを残す」「（ジュリーと）対立するならSMAPを連れて出て行きなさい」などと記者の面前で叱責を受ける。
2016年1月12日に株式会社ジェイ・ドリームの取締役を辞任し、同月中にジャニーズ事務所からも退社することが明らかとなった。SMAPのチーフマネージャーを長年務めた飯島の退社と後のSMAP解散の背景には、ジャニーズ事務所内の派閥対立があったとされる。
ジャニーズ事務所退社後、『週刊現代』（同年7月25日発売）の突撃取材を受け、その後の予定について「何も決まっていません。でも、芸能（の仕事）はないです」「普通に生活したいので。ホント静かにしていたんです」などと回答した。
地元・山梨でもジャニーズ事務所次期社長と公言していたため、この退社は一躍話題となった。
2023年9月8日、ジャニー喜多川性加害問題について『女性セブン』はCULEN社長の飯島とTOBE社長の滝沢秀明に対し見解を求めた。これに対し、CULENは顧問弁護士を通じ質問に回答した。

### 新会社・CULENの代表取締役
その後、同年12月21日にラオックスの関係者が設立した新会社の代表取締役に就任した。
2017年9月22日、元SMAPの稲垣吾郎、草彅剛、香取慎吾の3人の所属事務所である株式会社CULENの代表取締役であることなどが明かされた（7月設立）。以後、SMAP時代同様に稲垣、草彅、香取のプロデュース、マネジメントを担当している。
2018年4月3日に木下グループの株式会社モボ・モガを設立し、代表取締役に就任。
2020年9月、紺綬褒章を受章。飯島が「生きにくさ」を抱えている女性や子どもへの支援を目的として、日本財団に対し3000万円の寄付を行ったことが受章理由とされる。
2021年3月25日、ネットショップのサポートを手がけるEC事業のBASE株式会社の社外取締役に就任した。なお、同社のCMにCULEN所属の香取慎吾が出演している。2023年6月時点では既に退任している。

## エピソード
SMAPがデビューした当時、すでに光GENJIのブームは終焉し、芸能界全体が"アイドル氷河期"に突入していた。当時のSMAPはCDは鳴かず飛ばず、途中からはジャニーズ出版に所属を移され、マネージャーもつけてもらえない状態だった。
SMAP以前のアイドルは、特定のメンバーだけが成功するスタイルのグループが多かったが、SMAPは誰か1人だけを売り出すのではなく、メンバー6人6様のカラーを打ち出し、それぞれの個性が世間から認知されるグループを作り上げていった。
クリエイティブディレクターの佐藤可士和や多田琢がそれぞれ別の広告代理店から独立した際に、飯島が声を掛け、タッグを組ませるなど、SMAPの作品や広告などを手掛けるのに、新進気鋭のクリエイターたちに積極的に声を掛け、新しいプロジェクトに挑戦し続けてきた。
ジャニーズ事務所を離れてからも、AbemaTVで放送された『72時間ホンネテレビ』で、SMAPのメンバーであった稲垣、草彅、香取が、2017年11月4日に、SMAPの初期メンバーであったオートレーサーの森且行と共演を実現させるなど、ジャニーズ事務所を退社後も、その手腕を大きく発揮している。
テレビ局や広告代理店はもちろん、経済界も含めて多様な人脈を持つとされ、日本財団会長の笹川陽平、ソフトバンクの孫正義、サイバーエージェントの藤田晋、スターダストプロモーション代表取締役の細野義朗らにも人脈を持つ。2017年の稲垣吾郎、草彅剛、香取慎吾のジャニーズ事務所退所直後に放送された『72時間ホンネテレビ』の実現にあたっては、藤田と飯島の間で極秘に進められた。

## 映画製作

### 製作
- BALLAD 名もなき恋のうた（2009年）
- SPACE BATTLESHIP ヤマト（2010年） - 製作総指揮
- 僕と妻の1778の物語（2011年）
- friends もののけ島のナキ（2011年）
- 劇場版 私立バカレア高校（2012年）
- LOVE まさお君が行く!（2012年）
- 任侠ヘルパー（2012年）
- 中学生円山（2013年）
- 桜、ふたたびの加奈子（2013年）
- 劇場版 BAD BOYS J -最後に守るもの-（2013年）
- 劇場版 ATARU THE FIRST LOVE & THE LAST KILL（2013年）
- 劇場版 仮面ティーチャー（2014年）
- 劇場版「近キョリ恋愛」（2014年）
- HERO （2015年） - 製作統括
- レインツリーの国（2015年）

### エグゼクティブ・プロデューサー
- HERO（2007年）
- 西遊記（2007年）
- こちら葛飾区亀有公園前派出所 THE MOVIE〜勝どき橋を封鎖せよ!〜（2011年）
- クソ野郎と美しき世界（2018年）
- ミッドナイトスワン（2020年）

### 企画
- 山のあなた〜徳市の恋〜（2008年）
- スノープリンス 禁じられた恋のメロディ（2009年）
- 座頭市 THE LAST（2010年）
- 誰かが、見ている（2020年）

## 音楽製作

### プロデュース
- SMAP - GIFT of SMAP（2012年）
- SMAP - Mr.S（2014年）
- 山下智久 - エロ（2012年）
- 山下智久 - A NUDE（2013年）
- 山下智久 - 遊（2014年）
- 山下智久 - YOU（2014年）
- 山下智久 - YAMA-P（2016年）
- Kis-My-Ft2 - Kis-My-Journey（2014年）
- Kis-My-Ft2 - KIS-MY-WORLD（2015年）

### エグゼクティブ・プロデューサー
- 香取慎吾 - 20200101（2020年）